# Árpád
Pour les articles homonymes, voir Arpad.
Árpád est le nom de la première dynastie qui règne en Hongrie de 895 à 1301, d'après le nom de son premier duc, Árpád de Hongrie, qui règne de 895 à 907.
Le nom Árpád est un diminutif du mot hongrois árpa (orge), qui est d'origine turque ancienne et est à rapprocher du turc arpa de même sens.

## Le fondateur
D’après la tradition, Árpád, fils de Álmos, est élu prince par les sept tribus magyars fuyant les Petchenègues, et les conduit en 896, par le seuil de Moukatcheve, dans le bassin des Carpates où il fonde sa dynastie.
Les tribus hongroises sont alors constitués en ligues, qui reconnaissent, selon le modèle khazar, l’autorité de deux princes, un chef religieux, le kende, et un chef militaire, le gyula. On ignore laquelle des deux dignités a respectivement été attribuée à Árpád et à Kurszan. Selon la légende, le père d’Árpád, Álmos, aurait été tué lors de l’invasion, selon la coutume khazar du sacrifice du chef. À la mort de Kurszan en 904, la dualité princière est abandonnée. Le titre de gyula sera porté par les seigneurs de Transylvanie.
Un autre seigneur, décrit par l’empereur Constantin, le « horka » (en), règne en Pannonie du Nord, alors que les Árpád occupent la région entre Tisza et Danube. En outre, le prince héritier reçoit une province ducale, probablement le nord-est du pays où il commande les tribus kabares. Szabolcs, l’aîné des cousins d’Árpád, aurait porté le titre ducal.

## Le duché de Hongrie
Après leur défaite à la bataille du Lechfeld en 955 face à l’empereur germanique Otton Ier, les Hongrois cessent leurs raids vers l'Occident. Leur chef Bulcsú (de), capturé, est pendu comme relaps à Ratisbonne. Leur couche dirigeante est décimée.
Les Hongrois continuent pendant quelques années leurs raids contre Byzance. La création de la principauté de Kiev par Sviatoslav Ier les coupe de la Volga d’où auraient pu venir de nouvelles tribus. Ils se sédentarisent. Le système tribal s’affaiblit. Le horka disparu, le gyula, le deuxième personnage après le prince, se cantonne en Transylvanie où il se fait baptiser par des moines byzantins. En Transdanubie, une famille, descendant de l’ancien chef Árpád, s’affirme en s’appropriant de nombreuses terres possédées par les Slaves et en créant des villages d’hommes libres hongrois qui lui devaient le service militaire (jobagionnes). Le prince Taksony entreprend d’arrêter les incursions en Occident et met fin à l’ordre successoral « sénioral » au profit de la primogéniture directe.
Vers 970, le duc Géza, arrière-petit-fils d’Árpád, arrive au pouvoir. Il entreprend l’organisation d’un État hongrois en favorisant le christianisme.
Géza est en rivalité avec le gyula de Transylvanie, qui regarde vers Byzance, dont il a épousé la fille Sarolt. Géza se tourne vers Otton II qui lui envoie Bruno, évêque de Saint-Gall, et accepte de se convertir au catholicisme romain ainsi que son fils Vajk, qui prend le nom d’Étienne (Istvan) à l’âge de dix ans (985). Des églises et des monastères sont fondés en Hongrie (abbaye bénédictine de Pannonhalma).
Géza fait convertir de gré ou de force un grand nombre de seigneurs et de guerriers et persécute les « chamans » et les païens récalcitrants. Il aurait fait enterrer vivant le chef des Petchenègues Thonuzoba. Il doit affronter de nombreuses révoltes, mais renforce son pouvoir.

## Le royaume
Son fils Étienne Ier devient prince de Hongrie en 997. Il épouse la fille du duc Henri de Bavière, Gisèle (996) en fait adopter le christianisme par les Hongrois. En l'an 1000, Étienne Ier est sacré roi de Hongrie le jour de Noël avec une couronne envoyée par le pape Sylvestre II, avec le consentement de l’empereur Othon III.
Ses héritiers indirects règneront sur la Hongrie jusqu'en 1301.
« « La nation doit beaucoup aux Arpád : comme ducs ils lui ont donné le sol que nous occupons, comme rois ils ont fait de nous un peuple européen. Ils ont augmenté la  population. Ils ont défendu l'indépendance nationale contre les trois plus grandes puissances de l'Europe, le Byzantin, le Pape, l'Allemand. » »
— Sándor Szilágyi, Erdélyország története, Pest, 1866, I, 72.

## Rois de Hongrie de la dynastie des Árpád
- Étienne Ier (1000-1038)
- Pierre de Hongrie le Vénitien (1038-1046) en compétition avec Sámuel Aba (1041-1044)
- André Ier (1046-1060)
- Béla Ier (1060-1063)
- Salomon Ier (1063-1074)
- Géza Ier (1074-1077)
- Ladislas Ier Árpád (1077-1095)
- Koloman (1095-1116)
- Étienne II (1116-1131)
- Béla II l’Aveugle (1131-1141)
- Géza II (1141-1162)
- Étienne III (1162 et 1163-1172)
- Ladislas II, (1162-1163)
- Étienne IV, (1163)
- Béla III (1172-1196)
- Imre (Emeric) (1196-1204)
- Ladislas III (1204-1205)
- André II (1205-1235)
- Béla IV (1235-1270)
- Étienne V (1270-1272)
- Ladislas IV le Couman (1272-1290)
- André III (1290-1301)

## Arbre généalogique simplifié
```
                 (i) 
Álmos
 820 - v. 895, duc de Hongrie
                        │
                (ii) 
Árpád
, duc de Hongrie 895-907
                        │ 
           ┌────────────┴──────────┐
        Jutas                 (iii) 
Zoltan

           │                     907-?
           │                       │
   (iv) 
Fausz
                (v) 
Taksony

                                948–972
                                   │
                       ┌───────────┴────────────────────────────────────────┐
                 (vi) 
Géza
 972–997                                       
Mihály
     
                       │                                                    │
        ┌──────────────┴───────┬───────────────┐                            │
    Étienne I
er
           
Grimelda
            Fille                     
Vazul
 ou 
Ladislas le Chauve
 ?
  (vii) 997–1000               ∞                ∞                           │
  (1) 1000–1038        
Ottone Orseolo
(3) Samuel Aba 1041–1044               │
        │                      │                                            │
        │                      │                 ┌──────────────────────────┤
     Émeric         (2) 
Pierre Orseolo
     (3) 
André I
er
              (4) Béla I
er
 1060–1063 
                         1038–1041          1046–1060                       │
                                                 │                          │
                                                 │                 ┌────────┴──────┐
                                           (7) 
Salomon I
er
   (8) Géza I
er
     (9) Ladislas I
er

                                             1063–1074         1074–1077       1077–1095
                                                                   │
                                        ┌──────────────────────────┤
                                  (10) Coloman                   Álmos
                                    1095–1116                      │
                                        │                          │
                                 (11) 
Étienne II
          (12) 
Béla II

                                    1116–1131                  1131–1141
                                                                   │
                        ┌─────────────────────┬────────────────────┤
                 (13) 
Géza II
     (15) Ladislas II        (16) Étienne IV
                   1141–1162              1162–1163            1163–1164
                        │                 
            ┌───────────┴──────────┐ 
 (14) 
Étienne III
        (17) 
Béla III

       1162–1172               1172–1196
                                   │
                       ┌───────────┴──────────┐  
               (18) Émeric I
er
         (20) 
André II

                   1196–1204              1205–1235
                       │                      │
                       │                    ┌─┴──────────────────────┐
            (19) Ladislas III       (21) 
Béla IV
                   
Étienne le Posthume

                   1204–1205            1235–1270                    │
                                            │                        │
                                            │                        │
                                     (22) 
Étienne V
          (24) 
André III

                                        1270–1272                1290–1301
                                            │
                                            │
                                     (23) 
Ladislas IV
     
                                        1272–1290
```

## Génétique
Une étude génétique publiée en 2018 et portant sur l'analyse du squelette de Béla III a conclu que celui-ci appartenait à l'haplogroupe R1a (Y-ADN). Une autre étude publiée en 2020 précise l'haplogroupe (R-Z2125) et établit que les parents vivants les plus proches de la dynastie Árpád sont des Bachkirs modernes, principalement des districts de Burzyansky et Abzelilovsky de Bachkirie en fédération de Russie.